# Aeroportul Milano-Malpensa
Aeroportul Milano-Malpensa (numit și Aeroportul orașului Milano) este cel mai mare aeroport pentru Zona Metropolitană Milano, în nordul Italiei. Acesta servește un total de 15 milioane de locuitori în Lombardia, Piemont și Liguria și are două terminale:
terminalul 1 este utilizat pentru zboruri internaționale iar terminalul 2 pentru zboruri charter si servicii. 
În 2017 Aeroportul Malpensa a gestionat 22.169.167 de pasageri și a fost cel de-al 26-lea cel mai aglomerat aeroport din Europa în ceea ce privește pasagerii și cel de-al doilea cel mai aglomerat aeroport din Italia în ceea ce privește pasagerii. Până în 2008, Aeroportul Malpensa a reprezentat un important centru pentru transportatorul de pavilion Alitalia. Aeroportul Malpensa rămâne cel de-al doilea cel mai aglomerat aeroport din Italia pentru traficul internațional de pasageri (după Aeroportul Roma Fiumicino) și cel mai aglomerat pentru transportul de mărfuri și mărfuri, care gestionează anual peste 500.000 de tone de transport internațional de marfă.
Primul aeroport industrial a fost deschis în 1909 în apropiere de Cascina Malpensa, o fermă veche, de Giovanni Agusta și Gianni Caproni pentru a testa prototipurile lor de aeronave. Acest aeroport a fost deschis pentru funcționare civilă în 1948 în timpul perioadei de reconstrucție a războiului, pentru a servi zona de nord a orașului Milano.
Distanța fața de oraș este de aproximativ 48 km.
Legătura cu orașul se face în 4 feluri:
- Trenul (Malpensa Express) 15 euro dus/întors (bilet deschis);
- Autobuzul către diferite destinații din oraș - 5 euro;
- Mașina închiriată, pe autostradă;
- Taxi: până în centru costa 125 euro.

## Terminale

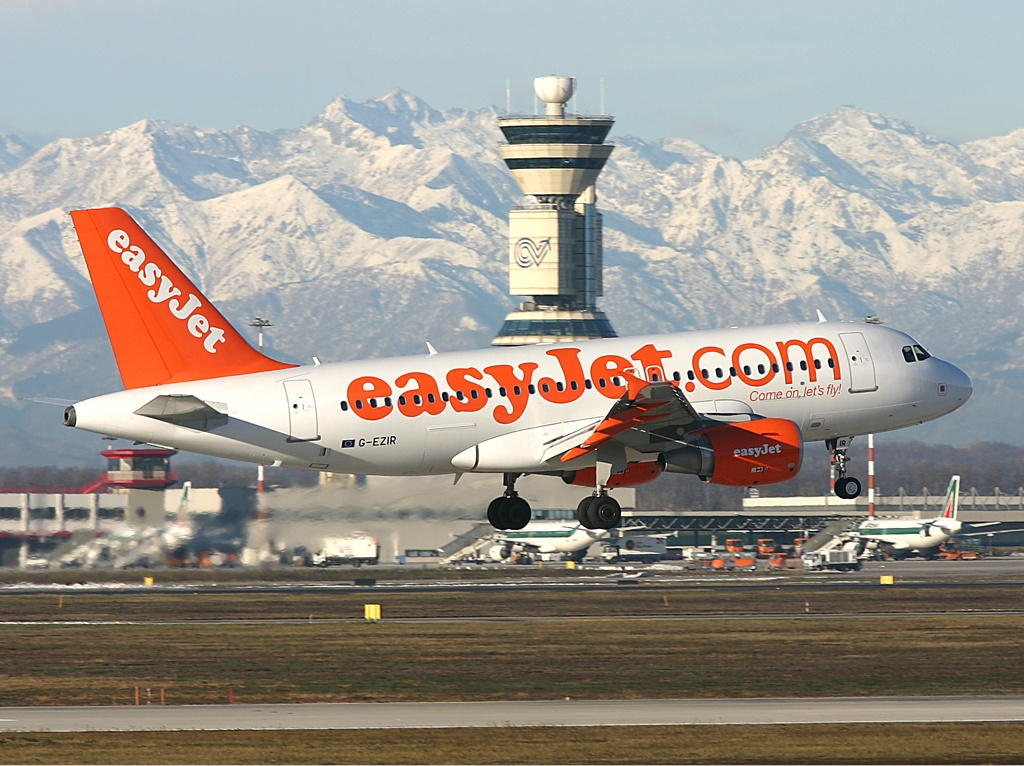
EasyJet Airbus A319 aterizat la Malpensa cu Alpii vizibil în fundal

Aeroportul Malpensa are două terminale de pasageri și sunt conectate cu autobuze și trenuri de transfer de la / la aeroport.

### Terminal 1
Terminalul 1, care a fost deschis în 1998 este cel mai nou terminal  mai mare și mai proeminent. Terminalul este împărțit în trei secțiuni și gestionează majoritatea pasagerilor în zboruri programate și charter:
- Terminalul 1A efectuează zboruri interne și intra-Schengen.
- Terminalul 1B se ocupă de zboruri non-Schengen și de anumite zboruri intercontinentale.
- Terminalul 1C, deschis în ianuarie 2013, gestionează zboruri non-Schengen și unele zboruri intercontinentale.

### Terminal 2
Terminalul 2 este terminalul mai vechi.  În prezent este utilizat exclusiv de easyJet. Toate serviciile care se aflau anterior în acest terminal s-au mutat la Terminalul 1 după deschidere.
În decembrie 2016, singurul transport public disponibil la Terminal 2 a fost ATM (Transport pentru Milano), autobuze locale sau autobuze de transfer operate de Terravision, Autostradale și Malpensa Shuttle. Aeroportul Malpensa oferă de asemenea transferuri gratuite care leagă Terminalul 2 de Terminal 1.  O nouă stație de cale ferată la Terminalul 2 a fost deschisă în decembrie 2016. 

## Statistici

### Cele mai aglomerate rute
| Rang | Rang var. (prev. an) | Aeroport                | Pasageri  | % var. (prev. an) | Linie aeriană                         |
| ---- | -------------------- | ----------------------- | --------- | ----------------- | ------------------------------------- |
| 1    | ▬                    | Catania, Sicilia        | ▲ 951,031 | ▲ 93.30           | Air Italy, easyJet, Neos Air, Ryanair |
| 2    | ▲ 1                  | Palermo, Sicilia        | ▲ 370,939 | ▲ 17.39           | easyJet, Ryanair                      |
| 3    | ▼ 1                  | Naples, Campania        | ▲ 355,582 | ▲ 1.60            | Air Italy, easyJet                    |
| 4    | ▲ 1                  | Olbia, Sardinia         | ▲ 314,193 | ▲ 12.43           | Air Italy, easyJet, Neos Air          |
| 5    | ▲ 1                  | Lamezia Terme, Calabria | ▲ 309,080 | ▲ 17.46           | Air Italy, easyJet, Neos Air, Ryanair |
| 6    | ▲ 1                  | Bari, Apulia            | ▲ 208,341 | ▲ 6.49            | easyJet                               |
| 7    | ▲ 1                  | Brindisi, Apulia        | ▲ 179,551 | ▲ 17.29           | easyJet, Neos Air                     |
| 8    | ▲ 1                  | Cagliari, Sardinia      | ▲ 178,982 | ▲ 31.29           | easyJet, Neos Air                     |
| 9    | ▲ 1                  | Comiso, Sicilia         | ▼ 120,883 | ▼ 3.57            | Ryanair                               |

| Rang | Rang var. (prev. an) | Aeroport                        | Pasageri  | % var. (prev. ani) | Linie aeriană                             |
| ---- | -------------------- | ------------------------------- | --------- | ------------------ | ----------------------------------------- |
| 1    | ▲ 3                  | Paris–Charles de Gaulle, Franța | ▲ 789,798 | ▲ 44.09            | Air France, easyJet                       |
| 2    | ▼ 1                  | Barcelona, Spania               | ▲ 759,243 | ▲ 10.66            | easyJet, Vueling                          |
| 3    | ▲ 2                  | Amsterdam, Olanda               | ▲ 744,949 | ▲ 60.81            | easyJet, KLM, Vueling                     |
| 4    | ▼ 2                  | Madrid, Spania                  | ▲ 602,492 | ▲ 0.09             | Air Europa, easyJet, Iberia               |
| 5    | ▼ 2                  | London–Gatwick, Regatul Unit    | ▲ 569,331 | ▲ 2.73             | easyJet                                   |
| 6    | ▲ 1                  | Lisabona, Portugalia            | ▲ 442,911 | ▲ 12.91            | easyJet, TAP Portugal                     |
| 7    | ▼ 1                  | München, Germania               | ▼ 415,153 | ▼ 1.81             | AirDolomiti, Easyjet, Lufthansa           |
| 8    | ▲ 4                  | Bruxelles, Belgia               | ▲ 367,272 | ▲ 37.04            | Brussels Airlines, Ryanair                |
| 9    | ▼ 1                  | Copenhaga, Danemarca            | ▼ 357,009 | ▼ 0.70             | easyJet, Scandinavian Airlines            |
| 10   | ▼ 1                  | Frankfurt am Main, Germania     | ▲ 337,590 | ▲ 6.70             | Lufthansa                                 |
| 11   | ▲ 6                  | Viena, Austria                  | ▲ 301,359 | ▲ 46.36            | Austrian Airlines, easyJet                |
| 12   | ▼ 1                  | Praga, Cehia                    | ▲ 295,957 | ▲ 5.84             | Czech Airlines, easyJet                   |
| 13   | ▼ 3                  | Atena, Grecia                   | ▼ 275,259 | ▼ 2.00             | Aegean Airlines, easyJet                  |
| 14   | ▼ 1                  | London–Heathrow, Regatul Unit   | ▲ 244,945 | ▲ 3.77             | British Airways                           |
| 15   | ▬                    | Ibiza, Spania                   | ▲ 223,590 | ▲ 4.79             | easyJet, Iberia, Neos Air, Vueling        |
| 16   | ▼ 2                  | London–Stansted, Regatul Unit   | ▼ 223,266 | ▼ 4.84             | Ryanair                                   |
| 17   | ▼ 1                  | Budapesta, Ungaria              | ▲ 223,131 | ▲ 5.44             | Wizz Air                                  |
| 18   | ▲ 4                  | Düsseldof, Germania             | ▲ 190,029 | ▲ 27.21            | Eurowings                                 |
| 19   | ▬                    | Berlin–Schönefeld, Germania     | ▲ 185,510 | ▲ 8.45             | easyJet                                   |
| 20   | ▬                    | Helsinki, Finlanda              | ▲ 182,659 | ▲ 7.98             | Finnair                                   |
| 21   | ▼ 3                  | Hamburg, Germania               | ▼ 173,858 | ▼ 9.04             | Eurowings                                 |
| 22   | ▲ 4                  | Manchester, Regatul Unit        | ▲ 172,259 | ▲ 25.69            | easyJet, FlyBe                            |
| 23   | ▲ 1                  | London–Luton, Anglia            | ▲ 165,597 | ▲ 14.22            | easyJet                                   |
| 24   | ▲ 5                  | Paris–Orly, Franța              | ▲ 161,437 | ▲ 46.11            | Vueling                                   |
| 25   | ▼ 4                  | Edinburgh, Scoția               | ▼ 157,693 | ▼ 0.11             | easyJet                                   |
| 26   | ▼ 1                  | Stuttgart, Germania             | ▲ 155,696 | ▲ 11.48            | easyJet, Eurowings                        |
| 27   | ▼ 4                  | Málaga, Spania                  | ▲ 154,782 | ▲ 4.16             | easyJet, Neos Air                         |
| 28   | ▼ 1                  | Luxemburg, Luxemburg            | ▲ 151,994 | ▲ 17.12            | easyJet, Luxair                           |
| 29   | ▼ 1                  | Varșovia, Polonia               | ▲ 132,063 | ▲ 8.82             | LOT Polish Airlines                       |
| 30   | ▲ 9                  | Sofia, Bulgaria                 | ▲ 123,974 | ▲ 85.02            | Bulgaria Air, Ryanair                     |
| 31   | ▲ 1                  | Palma de Mallorca, Spania       | ▲ 114,185 | ▲ 12.38            | easyJet, Neos Air                         |
| 32   | ▼ 2                  | București, România              | ▲ 114,185 | ▲ 6.03             | Ryanair                                   |
| 33   | ▬                    | Köln, Germania                  | ▲ 108,182 | ▲ 14.13            | Eurowings                                 |
| 34   | ▬ new                | Stockholm–Arlanda, Suedia       | ▬ 103,038 | ▬                  | easyJet, Norwegian Air Shuttle            |
| 35   | ▼ 1                  | Mykonos, Grecia                 | ▲ 97,184  | ▲ 8.45             | easyJet, Neos                             |
| 36   | ▬                    | Menorca, Spania                 | ▲ 87,604  | ▲ 8.08             | easyJet, Neos                             |
| 37   | ▼ 6                  | Birmingham, Regatul Unit        | ▼ 85,304  | ▼ 18.34            | FlyBe                                     |
| 38   | ▬ new                | Porto, Portugalia               | ▬ 82,437  | ▬                  | Ryanair, TAP Portugal                     |
| 39   | ▬ new                | Nantes, Franța                  | ▬ 80,812  | ▬                  | HOP!                                      |
| 40   | ▼ 5                  | Tenerife, Spania                | ▼ 79,816  | ▼ 1.54             | easyJet, Neos                             |
| 41   | ▼ 3                  | Bordeaux, Franța                | ▲ 72,104  | ▲ 3.64             | easyJet                                   |
| 42   | ▬ new                | Fuerteventura, Spania           | ▬ 72,104  | ▬                  | Air Italy, easyJet, Neos Air              |
| 43   | ▬                    | Riga, Latvia                    | ▲ 62,667  | ▲ 24.44            | airBaltic                                 |
| 44   | ▼ 4                  | Dublin, Irlanda                 | ▲ 62,640  | ▲ 7.14             | Aer Lingus                                |
| 45   | ▼ 8                  | Heraklion, Grecia               | ▼ 58,278  | ▼ 21.12            | Blue Panorama Airlines, easyJet, Neos Air |
| 46   | ▼ 4                  | Seville, Spania                 | ▲ 54,538  | ▲ 5.07             | Ryanair                                   |
| 47   | ▼ 6                  | Lyon, Franța                    | ▲ 54,087  | ▲ 1.80             | HOP!                                      |
| 48   | ▬ new                | Toulouse, Franța                | ▬ 53,832  | ▬                  | easyJet                                   |
| 49   | ▬ new                | Rhodes, Grecia                  | ▬ 52,085  | ▬                  | Blue Panorama Airlines, easyJet, Neos Air |
| 50   | ▬ new                | Lanzarote, Spania               | ▬ 51,885  | ▬                  | easyJet, Neos Air                         |

| Rang | Rang var. (prev. an) | Oraș                                       | Pasageri  | % var. (prev. an) | Linie aeriană                                                     |
| ---- | -------------------- | ------------------------------------------ | --------- | ----------------- | ----------------------------------------------------------------- |
| 1    | ▬                    | New York–JFK, New York, Statele Unite      | ▼ 686,891 | ▼ 0.45            | Air Italy, Alitalia, American Airlines, Delta Air Lines, Emirates |
| 2    | ▬                    | Dubai-International, Emiratele Arabe Unite | ▲ 660,807 | ▲ 12.46           | Emirates                                                          |
| 3    | ▲ 1                  | Istanbul–Atatürk, Turcia                   | ▲ 392,078 | ▲ 14.36           | Turkish Airlines                                                  |
| 4    | ▼ 1                  | Moscow–Sheremetyevo, Rusia                 | ▲ 373,473 | ▲ 8.77            | Aeroflot                                                          |
| 5    | ▬                    | Doha, Qatar                                | ▲ 315,078 | ▲ 0.51            | Qatar Airways                                                     |
| 6    | ▲ 1                  | Tel Aviv, Israel                           | ▲ 277,830 | ▲ 12.30           | easyJet, El Al                                                    |
| 7    | ▲ 1                  | Tirana, Albania                            | ▲ 266,938 | ▲ 27.41           | Blue Panorama Airlines, Ernest Airlines                           |
| 8    | ▼ 2                  | Abu Dhabi, Emiratele Arabe Unite           | ▼ 220,537 | ▼ 15.40           | Alitalia, Etihad Airways                                          |
| 9    | ▬                    | Zürich, Elveția                            | ▲ 216,711 | ▲ 3.55            | Swiss International Air Lines                                     |
| 10   | ▲ 1                  | Cairo, Egipt                               | ▲ 207,253 | ▲ 27.26           | Air Italy, Egypt Air                                              |
| 11   | ▼ 1                  | Hong Kong, SAR                             | ▲ 175,862 | ▲ 3.12            | Cathay Pacific                                                    |
| 12   | ▲ 20                 | São Paulo, Brazilia                        | ▲ 159,268 | ▲ 165.16          | LATAM Brasil                                                      |
| 13   | ▬                    | Muscat, Oman                               | ▲ 151,415 | ▲ 10.01           | Oman Air                                                          |
| 14   | ▲ 1                  | Shanghai, China                            | ▲ 143,179 | ▲ 10.39           | Air China                                                         |
| 15   | ▲ 1                  | Casablanca, Maroc                          | ▲ 132,728 | ▲ 4.00            | Royal Air Maroc, Jetairfly                                        |
| 16   | ▼ 4                  | Newark, New Jersey, Statele Unite          | ▼ 151,803 | ▼ 12.73           | United Airlines                                                   |
| 17   | ▲ 2                  | Miami, Florida, Statele Unite              | ▲ 128,719 | ▲ 15.36           | Air Italy, American Airlines                                      |
| 18   | ▼ 4                  | Tokyo, Japonia                             | ▼ 128,117 | ▼ 3.76            | Alitalia                                                          |
| 19   | ▲ 7                  | Oslo, Norvegia                             | ▲ 115,007 | ▲ 30.06           | Norwegian Air Shuttle, Scandinavian Airlines                      |
| 20   | ▲ 1                  | Tunis, Tunisia                             | ▲ 111,071 | ▲ 6.45            | Tunisair                                                          |
| 21   | ▼ 3                  | Kiev, Ucraina                              | ▼ 107,755 | ▼ 11.22           | Ukraine International Airlines                                    |
| 22   | ▲ 2                  | Beijing, China                             | ▲ 103,258 | ▲ 6.87            | Air China                                                         |
| 23   | ▼ 1                  | Singapore, Singapore                       | ▼ 100,953 | ▼ 2.37            | Singapore Airlines                                                |
| 24   | ▲ 1                  | Bangkok, Thailanda                         | ▲ 99,367  | ▲ 5.10            | Air Italy, Thai Airways International                             |
| 25   | ▼ 2                  | Havana, Cuba                               | ▼ 97,956  | ▼ 0.66            | Air Italy, Blue Panorama Airlines, Neos                           |
| 26   | ▲ 2                  | Saint Petersburg, Rusia                    | ▲ 88,838  | ▲ 8.14            | Rossiya Airlines                                                  |
| 27   | ▲ 2                  | Delhi, India                               | ▲ 83,138  | ▲ 19.26           | Air India                                                         |
| 28   | ▼ 1                  | Marrakesh, Maroc                           | ▼ 82,865  | ▼ 5.67            | easyJet                                                           |
| 29   | ▼ 9                  | Istanbul–Sabiha Gökçen, Turcia             | ▼ 69,078  | ▼ 36.27           | Turkish Airlines                                                  |
| 30   | ▬                    | Seoul, Coreea de Sud                       | ▼ 66,794  | ▼ 2.48            | Korean Air                                                        |
| 31   | ▬                    | Belgrade, Serbia                           | ▲ 66,648  | ▲ 4.62            | Air Serbia                                                        |
| 32   | ▲ 2                  | Tehran, Iran                               | ▲ 62,055  | ▲ 18.47           | Iran Air, Mahan Air                                               |
| 33   | ▲ 2                  | Toronto, Canada                            | ▲ 59,847  | ▲ 17.80           | Air Canada                                                        |
| 34   | ▬ new                | Chișinău, Moldova                          | ▬ 57,870  | ▬                 | Air Italy, Air Moldova                                            |
| 35   | ▬ new                | Marsa Alam, Egipt                          | ▬ 57,455  | ▬                 | Air Cairo, Air Italy, Neos Air                                    |

### Mișcări pe țară
| Rang | Rang var. (prev. an) | Țară           | Pasageri 2017 |
| ---- | -------------------- | -------------- | ------------- |
| 1    | ▬                    | Spain          | ▲ 2,391,661   |
| 2    | ▬                    | UK             | ▲ 1,727,638   |
| 3    | ▬                    | Germany        | ▲ 1,612,567   |
| 4    | ▬                    | France         | ▲ 1,257,960   |
| 6    | ▼ 1                  | Greece         | ▲ 643,792     |
| 5    | ▲ 1                  | Netherlands    | ▲ 744,949     |
| 7    | ▬                    | Portugal       | ▲ 536,018     |
| 9    | ▼ 1                  | Denmark        | ▼ 357,419     |
| 12   | ▲ 1                  | Czech Republic | ▲ 295,957     |
| 8    | ▲ 2                  | Belgium        | ▲ 367,272     |
| 11   | ▲ 1                  | Hungary        | ▲ 223,285     |
| 10   | ▲ 2                  | Austria        | ▲ 301,634     |
| 13   | ▬                    | Finland        | ▲ 186,618     |
| 14   | ▬                    | Poland         | ▲ 181,641     |
| 15   | ▬                    | Luxembourg     | ▲ 151,994     |
| 16   | ▬                    | Romania        | ▲ 143,802     |
| 17   | ▬                    | Bulgaria       | ▲ 123,974     |
| 19   | ▼ 2                  | Ireland        | ▲ 62,640      |
| 20   | ▲ 1                  | Latvia         | ▲ 62,667      |
| 21   | ▼ 1                  | Cyprus         | ▲ 33,765      |
| 22   | ▼ 1                  | Estonia        | ▲ 30,334      |
| 18   | ▲ 4                  | Sweden         | ▲ 103,203     |
| 23   | ▬                    | Malta          | ▲ 8,912       |
| 24   | ▬                    | Slovacia       | ▬ 186         |

### Statistici generale
| Ani               | Mișcările | % variație | Pasageri   | % variație | Cargo (tone) | % variație |
| ----------------- | --------- | ---------- | ---------- | ---------- | ------------ | ---------- |
| 2000              | 249.107   | ▲13.3      | 20.716.815 | ▲22.1      | 301.045      | ▲4.6       |
| 2001              | 236.409   | ▼5.1       | 18.570.494 | ▼10.4      | 323.707      | ▲7.5       |
| 2002              | 214.886   | ▼9.1       | 17.441.250 | ▼6.1       | 328.241      | ▲1.4       |
| 2003              | 213.554   | ▼0.6       | 17.621.585 | ▲1         | 362.587      | ▲10.5      |
| 2004              | 218.048   | ▲2.1       | 18.554.874 | ▲5.3       | 361.237      | ▲13.1      |
| 2005              | 227.718   | ▲4.4       | 19.630.514 | ▲5.8       | 384.752      | ▲6.5       |
| 2006              | 247.456   | ▲8.7       | 21.767.267 | ▲10.9      | 419.128      | ▲8,9       |
| 2007              | 267.941   | ▲8.3       | 23.885.391 | ▲9.7       | 486.666      | ▲16.1      |
| 2008              | 218.476   | ▼18.5      | 19.221.632 | ▼19.5      | 415.952      | ▼14.5      |
| 2009              | 187.551   | ▼14.2      | 17.551.635 | ▼8.7       | 344.047      | ▼17.3      |
| 2010              | 193.771   | ▲3.3       | 18.947.808 | ▲8         | 432.674      | ▲25.8      |
| 2011              | 190.838   | ▼1.5       | 19.303.131 | ▲1.8       | 450.446      | ▲4.1       |
| 2012              | 174.892   | ▼8.4       | 18.537.301 | ▼4         | 414.317      | ▼8         |
| 2013              | 164.745   | ▼5.8       | 17.955.075 | ▼3.1       | 430.343      | ▲3.9       |
| 2014              | 166.749   | ▲1.2       | 18.853.203 | ▲5         | 469.657      | ▲9.1       |
| 2015              | 160.484   | ▼3.8       | 18.582.043 | ▼1.4       | 511.191      | ▲8.8       |
| 2016              | 166.842   | ▲4         | 19.420.690 | ▲4.5       | 548.767      | ▲7.4       |
| 2017              | 178.953   | ▲7.3       | 22.169.167 | ▲14.2      | 589.719      | ▲7.5       |
| January–June 2018 | 90.722    | ▲6.9       | 11.389.437 | ▲11.1      | 239.649,8    | ▼3         |

|  |

## Comitetul operatorilor de transport aerian (AOC MXP)
Asociația oficială (AOC) formată din managerii / reprezentanții stațiilor de transport aerian și furnizorii de servicii de pe aeroportul Malpensa, care reprezintă interesele companiilor și clienților lor, este activă pe aeroport. Misiunea este de a promova o relație de colaborare și transparență cu partenerii noștri de aeroport, menținând în același timp atenția asupra siguranței, experienței clienților și costurilor. Responsabilitățile AOC acoperă: facilitarea aeroportului, procedurile de urgență, grupul de lucru pentru bagaje și grupul de lucru pentru încărcături. AOC oferă de asemenea o mare oportunitate pentru managerii companiilor aeriene de a se întâlni în mod regulat împreună și cu partenerii aeroportului pentru o cooperare reușită, discutarea problemelor actuale și dezvoltarea de soluții comune pentru optimizarea cooperării.